# Беа (язык)
Беа (боджигнгиджи) — один из андамандских языков, относится к северной группе. Был распространён на островах Южный Андаман, Рутланд, Баратанг, в индийской союзной территории Андаманские и Никобарские острова. Вымер в XX веке.
Грамматические значения выражались с преобладанием синтетических средств, в языке существовала двусторонняя агглютинация. У имён отсутствовала категория числа; у личных местоимений различалось единственное и множественное число. В XIX веке миссионерами предпринималась попытка создания письменности для беа.